# 太田 (宮崎市)
太田（おおた）とは、宮崎県宮崎市内の地名。大淀地域自治区に属している。太田1丁目～4丁目が置かれている。住居表示実施地域。郵便番号は880-0903

## 地理
宮崎市の大淀地域自治区に属する。大淀川南岸の住宅地等を形成する。北を大淀川、西を淀川1丁目、中村東1-2丁目、東・南を大淀と接する。
かつては旧大淀村時代から「大字太田」として残る地名であり、住居表示以前の町丁を経て、多くの地名が誕生した。

## 地名の由来
田畑の面積を計る太閤検地以前、１反の３分の２以上の広さの田を「大田」と呼んでいた。大淀川下流右岸の太田は、鎌倉幕府が建久８年（1197年）に作らせた土地台帳である『建久図田帳』に「大田100町」と記されており、当時から大田（太田）と呼ばれていたとされる。

## 世帯数と人口
2023年（令和5年）6月1日現在の世帯数と人口は以下の通りである。
| 町丁      | 世帯数  | 人口  |
| --------- | ------- | ----- |
| 太田1丁目 | 280世帯 | 515人 |
| 太田2丁目 | 175世帯 | 319人 |
| 太田3丁目 | 185世帯 | 312人 |
| 太田4丁目 | 194世帯 | 314人 |

## 小・中学校の学区
市立小・中学校に通う場合、学区は以下の通りとなる。
| 町名       | 小学校             | 中学校             |
| ---------- | ------------------ | ------------------ |
| 太田の一部 | 宮崎市立恒久小学校 | 宮崎市立大淀中学校 |
| 太田の一部 | 宮崎市立大淀小学校 | 宮崎市立大淀中学校 |

## 交通

### バス
宮交グループの運営するバスが営業している。

### 道路
- 国道220号 - 橘橋
- 宮崎県道341号宮崎港宮崎停車場線
- 宮崎県道347号南宮崎停車場線